# Kaltwachsstreifen
Kaltwachsstreifen  sind mit einer speziellen Wachsmischung beschichtete Papierstreifen, welche zur Epilation von Körperhaaren verwendet werden.
Der Anwendungsbereich liegt primär bei Bein- und Achselhaaren sowie bei Männern die Brustbehaarung. Der Einsatz im Intimbereich ist möglich, jedoch aufgrund der Dicke der Schamhaare komplizierter und im Ergebnis oft schlechter im Vergleich zu Warmwachs oder Epiliergerät.
Die Anwendung erfolgt in der Regel in Heimanwendung.
Wie bei allen Verfahren der temporären Epilation ist auch hier die Anwendung sehr schmerzhaft, jedoch sind die Ergebnisse weitaus langanhaltender als bei der Rasur. Als nachteilig wird oft die klebrige und schwer zu entfernende Wachsmasse gesehen, welche sich jedoch mit den häufig beiliegenden Pflegetüchern oder parfümfreiem Öl relativ leicht entfernen lässt. 